# ジェイソン・スペンス
クリスチャン・ヨーク（Christian York、1977年4月13日 - ）はアメリカ合衆国のプロレスラー。
メリーランド州ボルチモア出身。本名、ジェイソン・スペンス（Jason Spence）。ECW、WCW、WWF、TNAで活動している。

## 来歴

### キャリア初期
スペンスはIPWAのトレーニングスクールにて、ジミー・Zとケバール・カーマイケルの元でトレーニングを積み、19歳の12月にオハイオ州ミドルポートで行われたジョーイ・マシューズとのハードコア・アイロンマッチにてリングデビューを果たす。その後リングネームをクリスチャン・ヨーク（Christian York）として活動を開始し、オメガ（Organization of Modern Extreme Grappling Arts）やサウザン・チャンピオン・レスリング（Southern Championship Wrestling）、スチール・シティ・レスリング（Steel City Wrestling）と言った国内の様々なインディー団体へ参戦、活動するようになる。オメガではジョーイ・マシューズ、シャノン・ムーア、シェーン・ヘルムズとバッド・ストリート・ボーイズ（Badstreet Boys）というユニットを組んでいた。
1999年の初夏にマンデー・ナイトロのトライアウトに参加し、バッド・ストリート・ボーイズの4人はテッド・ターナーのWCWと3年契約を結ぶ。しかし、契約下の2000年の4月に予算削減と経営方針の転換により解雇されてしまう。解雇後はマシューズとインディー団体を転戦し、様々なタイトルを獲得している。
WCW解雇後しばらくはインディーを活動の場にしていたが、2000年4月にマシューズ共にWWFのボルチアナで行われたRAWとリッチモンドで行われたSD!のトライアウトに参加。WWFに能力を認められたがECWと契約をする。しかし2001年4月にECWが破産してからはWWFと3年契約を結んでいる。契約後はテネシー州メンフィスにあるWWFのファーム団体であるメンフィス・チャンピオンシップ・レスリング（Memphis Championship Wrestling）で活動するようになる。ファーム団体ではエディ・ファトゥ、マット・アノアイ、ジョーイ・アビス、ランス・ケイド、ブライアン・ケンドリック、ダニエル・ブライアン、ハース・ブラザーズ（ラス・ハースとチャーリー・ハースの兄弟タッグ）と抗争するようになる。その後しばらくは活動するがWWFがWCWを買収後に解雇をされている。
2002年1月にヨークはインディー団体へと再び活動の場を移すようになる。ヨークはマシューと共にROH、エクストリーム・プロレスリング（Xtreme Pro  Wrestling）で活動するようになる。6月になるとジェリー・ジャレットとジェフ・ジャレットの親子によって創設されたばかりのTNAのPPVでダップスと対戦した後、TNAと契約している（翌年に解雇されている）。11月に左足首の靭帯を痛めてしまい2003年にはマシューズとのタッグは解散している。高校時代の恋人と結婚した事や怪我の影響を考え、一時的にプロレスから離れることになった。
2006年7月にメリーランド・チャンピオンシップ・レスリング（Maryland Championship Wrestling）に参戦し、プロレス活動を再開する。12月にWWEのダーク・マッチに登場して"ボーン・クラッシャー"フレッド・サンプソンと対戦している。スマックダウンではザ・ミズと、WWEの前番組であるヒートではチャック・パルンボ、カリートと対戦している。ケンタッキー州ルイビルにあるオハイオ・バレー・レスリング（Ohio Valley Wrestling）でジョニー・ジーターとタッグ活動をしていた。WWEのファーム団体であるOVWで活動はしていたものの、WWEとの契約はしていなかった。
2007年9月にイリノイ州バーウィンでジョーイ・マシューズ（その時のリングネームはジョーイ・マーキュリーだった）と再開、AAWタッグ・チーム王座を保持していたモーター・シティ・マシンガンズ（アレックス・シェリーとクリス・セイビンのタッグ）に挑戦している。12月にメリーランド・チャンピオンシップ・レスリング（MCW）に参戦し、優勝したタッグチームはパートナー同士でMCWヘビー級王座を賭けて挑戦することができるタッグトーナメントにマシューズと共に参加して優勝している。ヨークはマシューズとMCWヘビー級王座を争い、勝利してMCWヘビー級王座を獲得している。2010年11月にヨークはSCWAマインドショック王座保持者であるロバート・ロマを破り、同王座を獲得している。

### TNA（2012 - 2013）
2012年12月にTNAのImpact Wrestlingに登場し、ジーマ・アイオンとのガット・チェック・マッチを行なって負けている。翌週にはガット・マッチが評価され、TNAと契約を結んでいる。ヨークは12月後半に再び登場し、TNA世界ヘビー級王座保持者であるジェフ・ハーディーとノンタイトル戦をしている最中にボビー・ルードに襲撃されている。翌週にボビーとシングルを行うが負け、試合後にスチールチェアで殴られそうになったところをジェフに救出されている。
2013年7月3日、TNAから解雇となった。

## 得意技
フロッグ・スプラッシュ
フィニッシャー。
ムード・スイング
スナップ式スインキング・ネックブリーカー
レベル・エルップ
ダイビング・ニー・ドロップ
サウザウン・クロス・ボム
みちのくドライバーβと同型のドライバー技。たまにリバース式で使用する。
ドリームエスケープ
キャノンボール・セントーン
- 前方回転式レッグ・ドロップ
- シットアウト・ショルダー・ジョーブレイカー
- トルネードDDT

### 合体技
ダブル・レーベル・エール
ヨークのダイビング・エルボー・ドロップからのマシューズのフランケンシュタイナー。
フル・エフェクト
2人がかりで相手をアルゼンチン・バックブリーカーで担ぎ上げてから相手の脚を持ち上げて頭をDDTでマットに突き刺す。
フューチャー・ショック
ツープラトン・パワーボム

## 獲得タイトル
APWA（American Pro Wrestling Alliance）
- APWA世界タッグチーム王座 ： 1回 （w/ボビー・シールド、チェイス・スティーブンス、ジョック・サムソン、 ストロー）

ACTW（Atlantic Terror Championship Wrestling）
- ACTWタッグチーム王座 ： 1回（w/ジョーイ・マシューズ）

DCW（Dynamite Championship Wrestling）
- DCWタッグチーム王座 ： 1回（w/ジョーイ・マシューズ）

ECWA（East Coast Wrestling Association）
- ECWAタッグチーム王座 ： 1回 （w/マーク・シュレッダー）

FNW（Far North Wrestling）
- FNWヘビー級王座 ： 1回

1CW（FirstState Championship Wrestling）
- 1CWヘビー級王座 ： 1回

IPWA（Independent Professional Wrestling Alliance）
- IPWAライトヘビー級王座 ： 2回

KYDA Pro Wrestling
- KYDA Pro ヘビー級王座 ： 2回

MCW（Maryland Championship Wrestling）
- MCWクルーザー級王座 ： 2回
- MCWヘビー級王座 ： 1回
- MCWタッグチーム王座 ： 2回（w/ジョーイ・マシューズ）

MEWF（Mid-Eastern Wrestling Federation）
- MEWFクルーザー級王座 ： 1回
- MEWFタッグチーム王座 ： 1回（w/ジョーイ・マシューズ）

NWA
- NWA世界タッグチーム王座 ： 1回（w/ジョーイ・マシューズ）

OMEGA（Organization of Modern Extreme Grappling Arts）
- OMEGAライトヘビー級王座 ： 1回

RCW（Real Championship Wrestling）
- RCWヘビー級王座 ： 1回

SCW（Southern Championship Wrestling）
- SCWジュニアヘビー級王座 ： 2回

SCWA（Squared Circle Wrestling Alliance）
- SCWAミッドショック・テレビジョン王座 ：1回

SCW（Steel City Wrestling）
- SCWライトヘビー級王座 ： 1回
- SCWタッグチーム王座 ： 1回（w/ジョーイ・マシューズ）

UWC（Universal Wrestling Council）
- UWCヘビー級王座 ： 1回

VCW（Vanguard Championship Wrestling）
- VCWタッグ・チーム王座 ： 2回（w/ジョーイ・マシューズ ： 1回、ジョン・ケーモン ： 1回）

Virginia Championship Wrestling
- VCWタッグチーム王座 ： 1回（w/ジョーイ・マシューズ）